# Emoia kordoana
Emoia kordoana — вид сцинкоподібних ящірок родини сцинкових (Scincidae). Мешкає на Новій Гвінеї та на сусідніх островах.

## Поширення і екологія
Emoia kordoana широко поширені на півдні Нової Гвінеї, в прибережних районах на сході і півночі острова та на півострові Бомберай, а також на островах Япен, Манус, Нова Британія, Тагула і Пана-Тінані. Вони живуть на сонячних галявинах первинних тропічних лісів. Ведуть деревний спосіб життя.